# Bixie

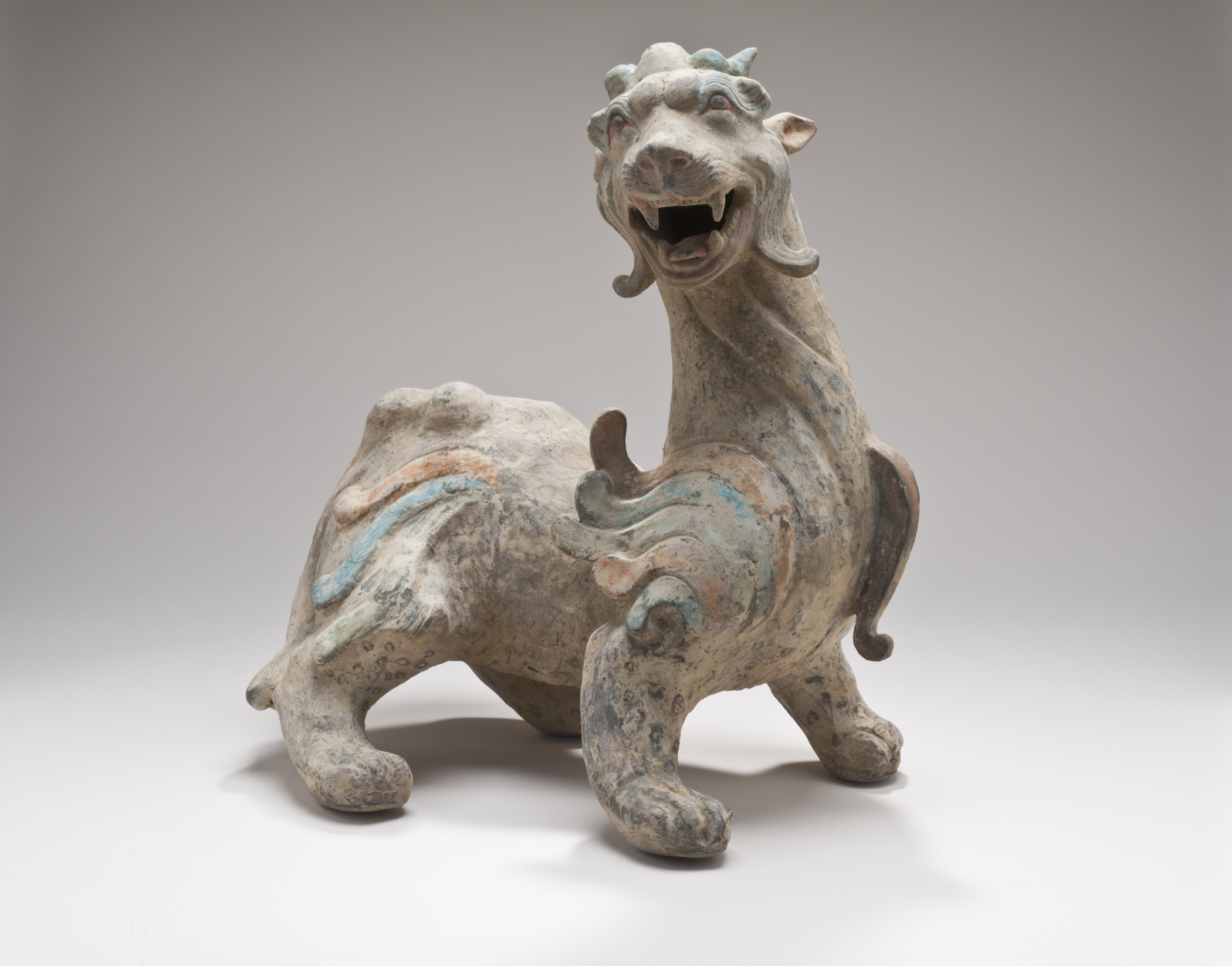
Scultura funeraria della Dinastia Han orientale (25-220)

Il Bixie (cinese 辟邪 pinyin bìxié; Wade-Giles Pi-hsieh; giapponeseへきじゃ, Hekija) è una creatura mitologica cinese simile ad un leone o ad una chimera. È considerato un animale esorcistico (辟邪 letteralmente "Fuggire il male") ed è normalmente considerato innocuo..
Il Bixie può avere, a volte, un paio di ali, che lo rendono piuttosto simile al Pixiu  (Cinese: 天禄, Giapponese: てんろく, Tenroku) come è possibile vedere dalle prime sculture tradizionali cinesi di animali divini alati.
Il Bixie potrebbe essere derivato dall'arte mesopotamica, attraverso la Persia e la Battria, come conseguenza delle estese relazioni commerciali avviate dall'imperatore Han Wudi durante il periodo Han.
Alcuni studiosi occidentali di arte cinese, usano la parola "Chimera" genericamente per riferirsi sia al Bixie che al Qilin che al Pixiu.

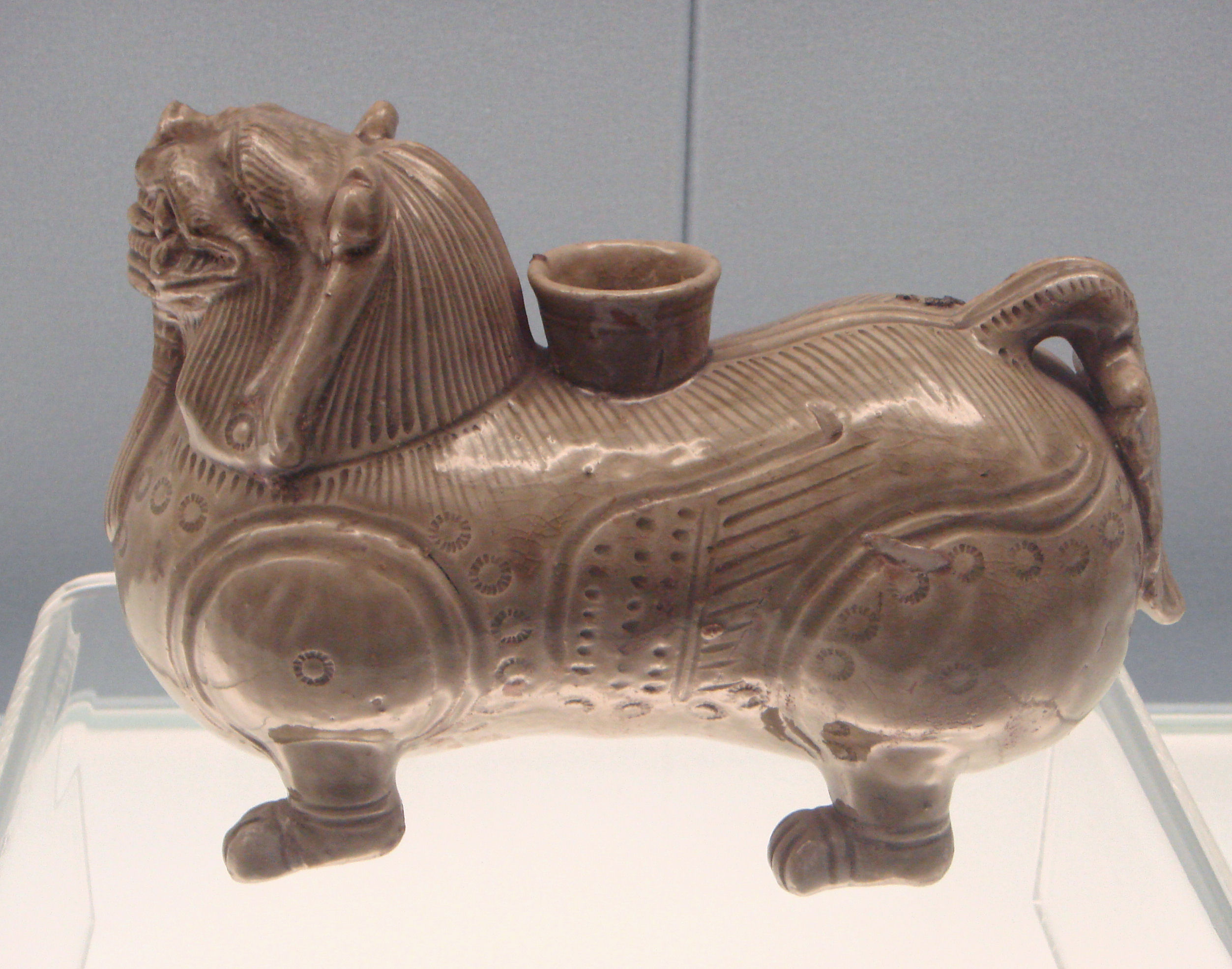
Celadon del periodo Jin (265-317)
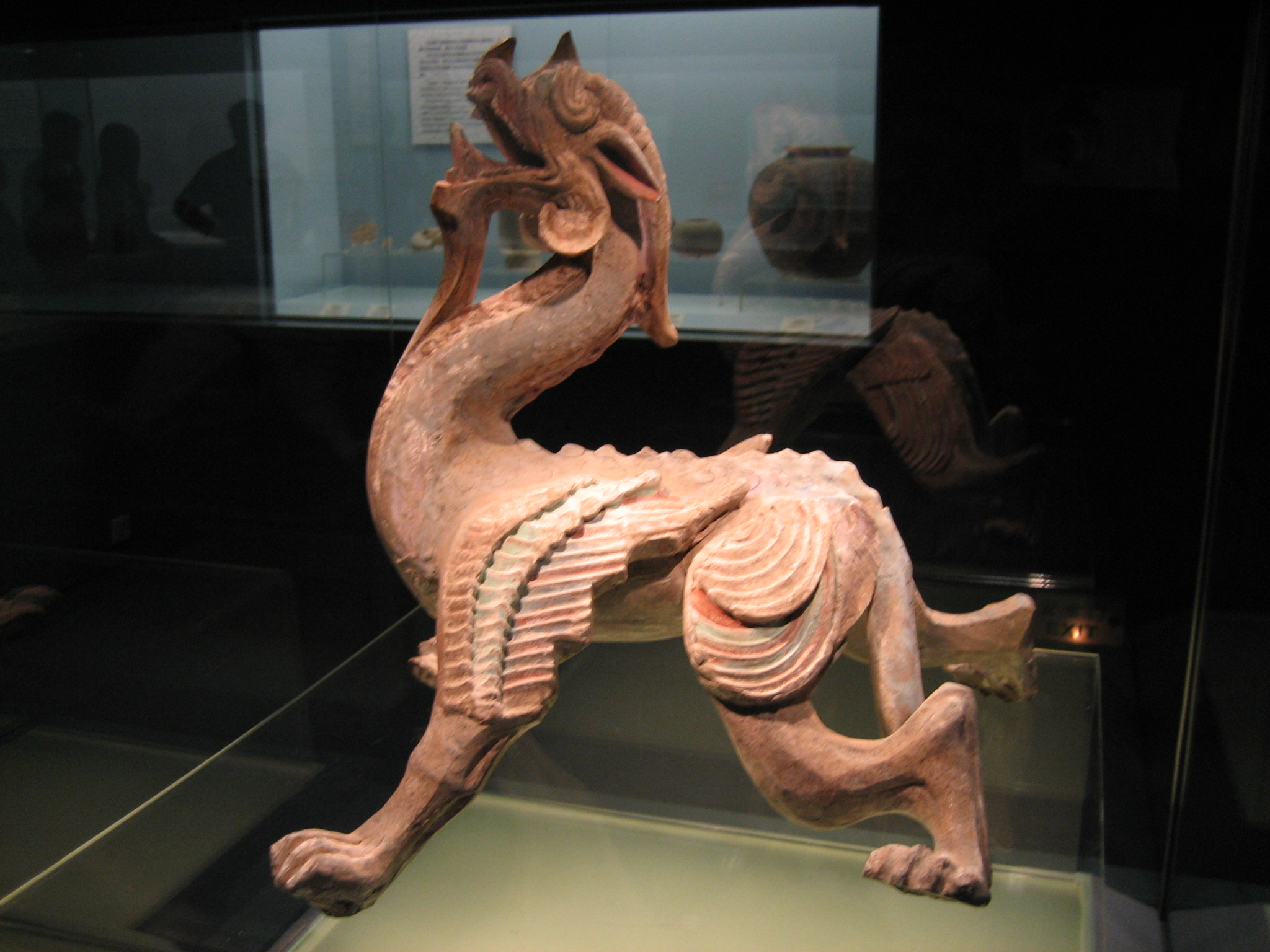
Scultura allo Shanghai Museum
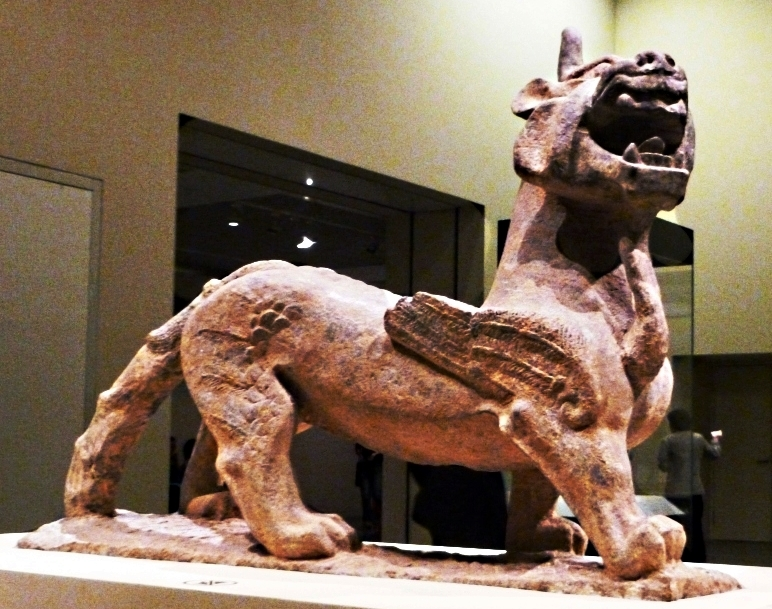
Statua in pietra da Luoyang del periodo Han occidentale (25-220)